# Atpara Upazila
Atpara Upazila är ett underdistrikt i Bangladesh.   Det ligger i provinsen Dhaka, i den centrala delen av landet, 130 kilometer norr om huvudstaden Dhaka.
Trakten runt Atpara Upazila består till största delen av jordbruksmark. Runt Atpara Upazila är det tätbefolkat, med 683 invånare per kvadratkilometer.